# Aeroportul Matagami
Aeroportul Matagami (IATA: YNM, ICAO: CYNM) este un aeroport din Matagami⁠(d), Jamésie⁠(d), Nord-du-Québec⁠(d), Provincia Québec, Canada. Aeroportul a fost tranzitat în 2019 de 0 pasageri.
Situat la o altitudine de 280 m, aeroportul dispune de o singură pistă. Este operat de Transports Québec⁠(d).